# Millionærdrengen (film fra 1922)
 For alternative betydninger, se Millionærdrengen. (Se også artikler, som begynder med Millionærdrengen)
Millionærdrengen er en amerikansk stumfilm fra 1922 af Wallace Worsley.

## Medvirkende
- Wesley Barry som Marmaduke Clarke
- Niles Welch som Dumbbell
- Ruth Renick som Mary Warde
- Russell Simpson
- Minna Redman
- Richard Tucker som Blackwell Clarke
- Eulalie Jensen som Mrs. Blackwell Clarke